# Banda tributo

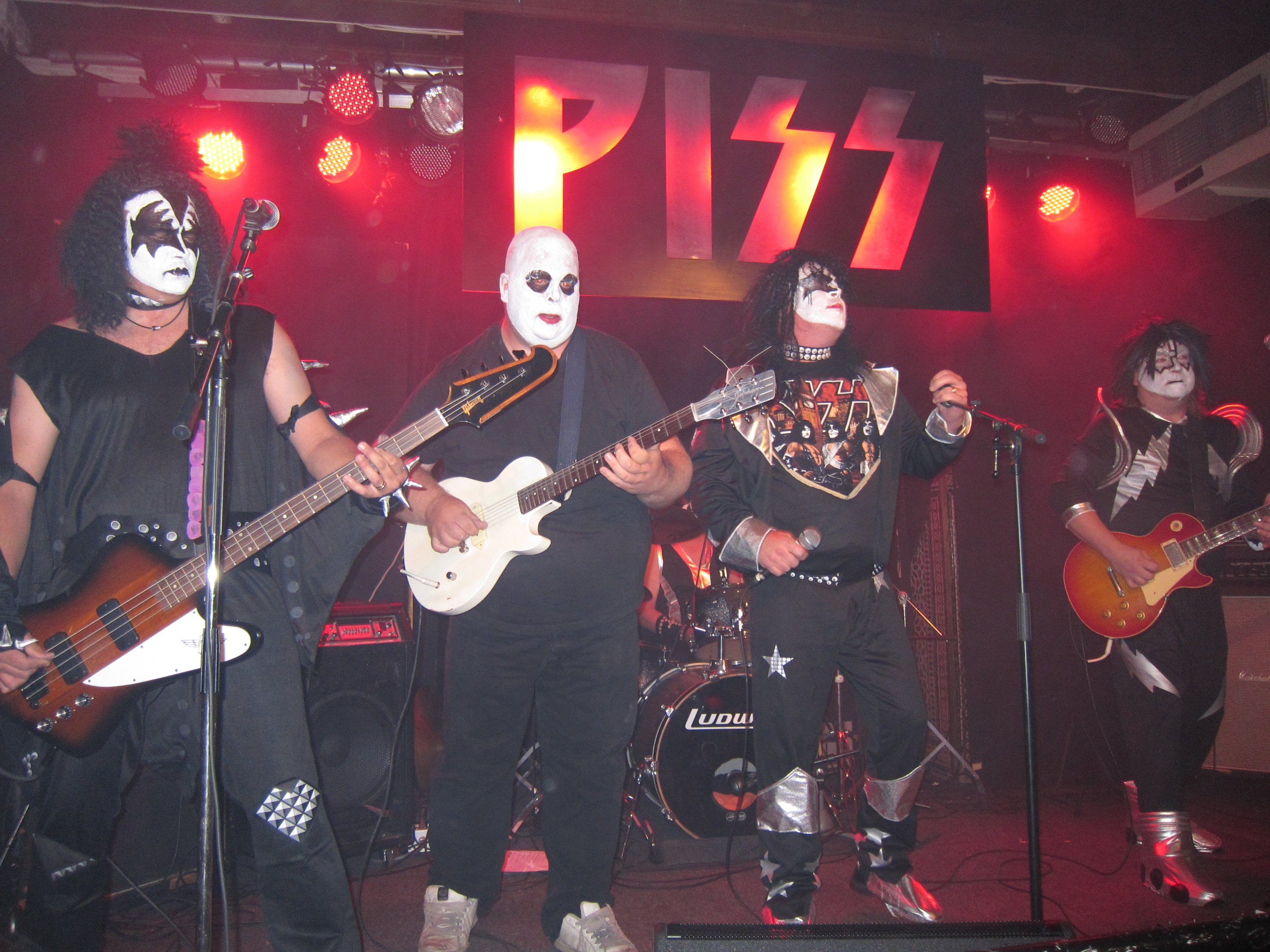
Banda tributo al grupo Kiss.

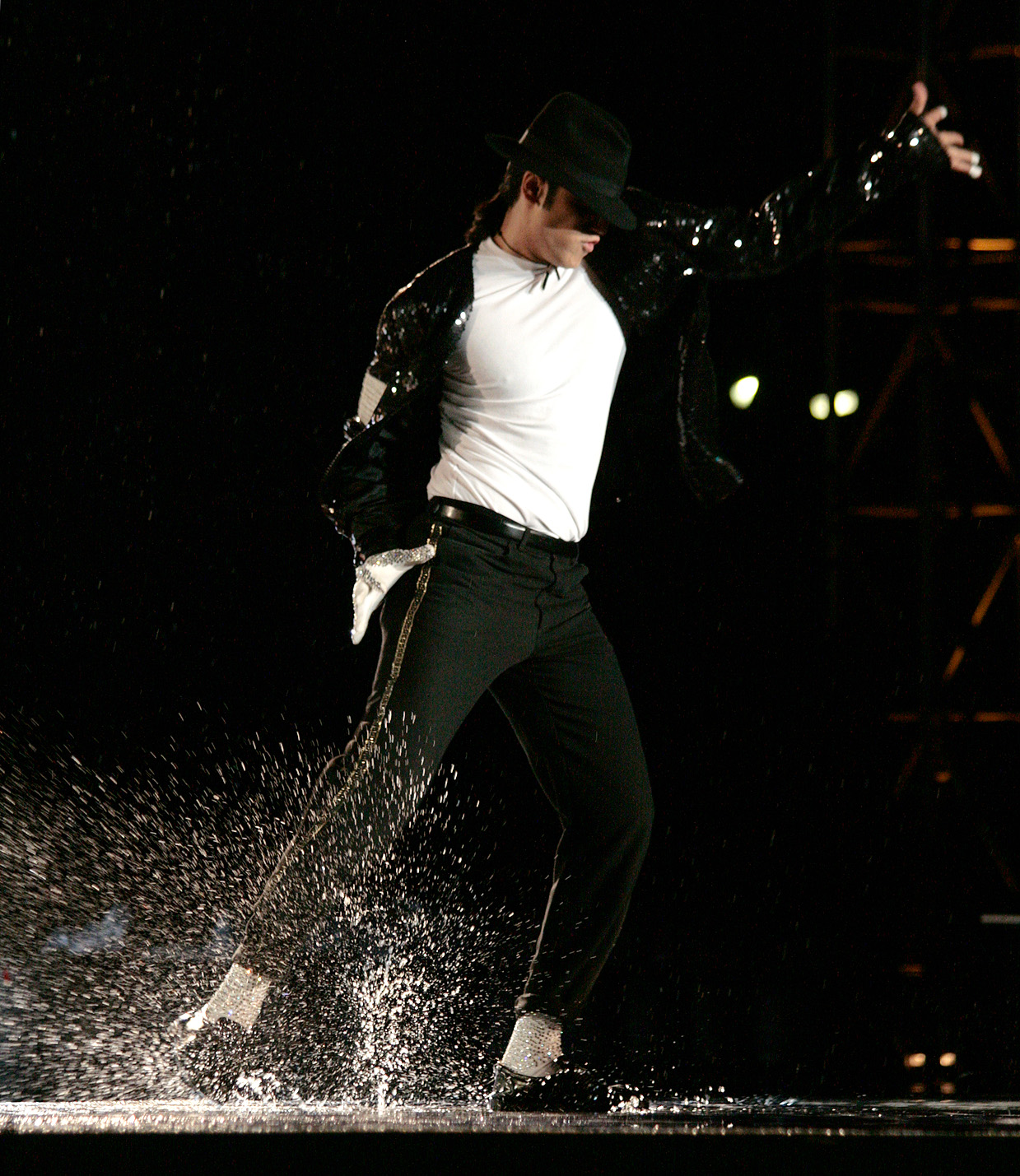
Artista tributo del cantante Michael Jackson.

Una banda tributo o un grupo tributo es un conjunto musical que interpreta específicamente la música de un artista o grupo famoso. Las bandas o artistas tributo pueden consistir en intérpretes individuales que mimetizan las canciones y el estilo de un cantante, como por ejemplo los imitadores de Elvis Presley, o bien pueden ser grupos como The Iron Maidens, un conjunto femenino que rinde homenaje a Iron Maiden.
Muchas bandas tributo, además de tocar la música de un artista o grupo, también procuran emular los estilos vocales o la apariencia de ese grupo, para parecérsele lo más posible. Otros en cambio le dan un giro al artista original; por ejemplo, Dread Zeppelin toca las canciones de Led Zeppelin en estilo reggae y con el cantante vestido como Elvis Presley; y otra banda tributo, llamada Gabba, interpreta las canciones de ABBA al estilo de los Ramones.
Las bandas tributo a menudo se ponen un nombre basado en el de la banda original (a veces haciendo un juego de palabras), o basado en el título de alguna de sus canciones o álbumes.

## Bandas tributo notables
Algunas bandas o artistas tributo conocidos son:
- Yellow Matter Custard (tributo a Beatles)
- Dread Zeppelin (tributo a Led Zeppelin)
- One & Dr. Queen (tributo a Queen)
- The Iron Maidens (tributo a Iron Maiden)
- Apocalyptica (tributo a Metallica)
- Beatallica (tributo a Beatles y Metallica)
- A*Teens (tributo a ABBA)
- Hayseed Dixie (tributo a AC/DC)
- AC/DShe (tributo a AC/DC)
- Metalmania (tributo a Metallica)